# Celtici
Les Celtici sont peuple de l’ancienne Lusitanie, venu de la Gaule et habitant le territoire compris entre l’océan Atlantique, le Tage et la Guadiana.
Son territoire correspond aujourd’hui à la province d’Alentejo et une partie de l’Estramadure ; ses villes principales étaient Ebora et Pax Julia.

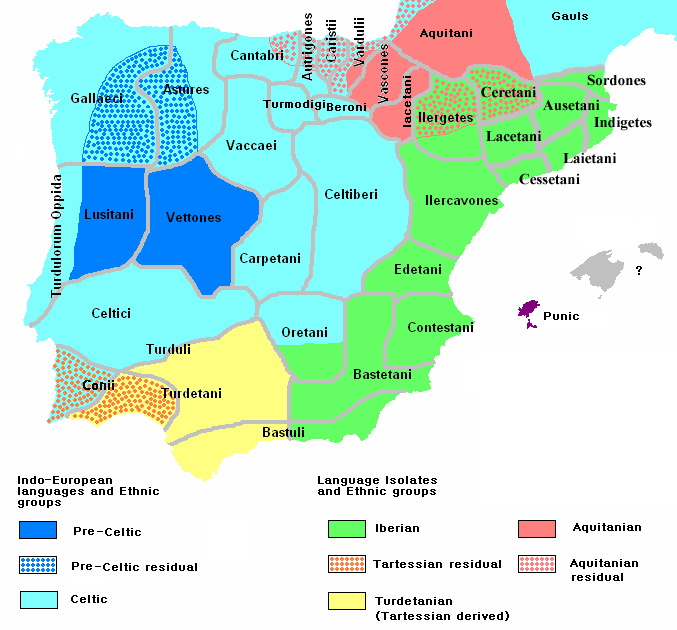
La péninsule ibérique vers 200 av. J.-C.

## Source
« Celtici », dans Pierre Larousse, Grand dictionnaire universel du XIXe siècle, Paris, Administration du grand dictionnaire universel, 15 vol., 1863-1890 [détail des éditions].